# ラース・コリンド
ラース・コリンド（Lars Kolind、1947年5月5日 - ）はデンマークの起業家、著者、演説者、非常勤教授、非常勤役員、グルンドフォス会の元グループ会長。1972年、オーフス大学で数学の修士を取得。1977年、コペンハーゲン・ビジネス・スクール（Copenhagen Business School）で学士を取得。2000年よりオーフス大学でビジネススクール（オーフス大学ビジネススクール）でのリーダーシップと戦略学の非常勤教授を務める。

## 経歴
コリンドは、1984年から1988年までリソ国立研究所の副社長兼放射計（会社）を務め、1981年から1984年までの最高執行責任者であった。10年間（1988年から1998年）、コリンズは補聴器製造会社であるオーティコン（Oticon）を所有するウィリアム・デマンドホールディング A/SのグループCEOを務めた。1988年から1990年にかけて、コリンズはオーティコンの財務再建に取り組み、1991年までには所謂スパゲティ組織（Spaghetti Organization）として成立させることを発案から取り組み成功し、世界を先導するナレッジ主体のペーパーレス企業として話題になるほどであった。新しくなった組織では売り上げが100%増になり、利益は1991年の200万デンマーククローネから、1995年の1億3600万デンマーククローネ（税抜き額）に増加した。コリンドはウィリアム・デマンドホールディグを1998年に退社。オーティコンにおけるコリンドの業績はトム・ペーターの著書、Liberation Management やパー・シジェセン・ポールセンの Think the Unthinkable (デンマーク語原題：Tænk det Utænkelige）共に1993年、などの、いくつもの記事や書籍で紹介されている。コリンドのオーティコン退社に当たって、コペンハーゲン・ビジネススクールのマッテ・モーシング教授がマクリスティアン・エイバーグと共著で Managing the Unmanagable for a Decade を1998年に著したが、その中でもコリンドの業績について語られている。
1998年以来、コリンドはKJジェイコブスAG、グルンドフォス、フォンドポールによりジェンセン、ユニメルコグループ、ニュージーランドファーマ、リンクス、ウェマインドの非業務執行取締役を務める。 2000 年にはBankInvest によって管理されていたベンチャーキャピタルファームであるPreVenture A/Sを設立。PreVentureは Retail Internet A/S、Isabella Smith A/S、KeepFocus A/Sを擁し、2009年に解散した。現在コリンドは彼の個人的はホールディング会社であるKolind A/Sを通して、KeepFocus A/S とWemind A/Sの大多数の株を所有している。コリンドファミリーはデンマークのthe Løndal and Addithus EstatesのオーナーであるLøndal Østerskov A/Sも所有している。コリンドは Kristeligt Dagblad A/Sの監査役会の会長と、デンマーク銀行の諮問機関のメンバーも務めている。

## 文学
2000年にコリンドはThe Knowledge Society—21世紀のデンマークのための議題（デンマーク語原題：(Vidensamfundet—Dagsorden for Danmark I det 21. Århundrede）を出版。2006年には、The Second Cycle–対官僚戦争での勝利を著した。その本は中国語、ロシア語、韓国語、スペイン語、スウェーデン語、デンマーク語に翻訳され、評論家と一般読者の両方から好意的に評価された。コリンドはUnboss: Leadership For Today and For The Futureという本もJacob Bøtteとの共著で出した。The Future of Innovation—アカデミック、政治、ビジネス界を先導する350人のグローバル思想家が今日の行動を道筋を示す未来のイノベーションについての先見の明を共有する場所、という本にも寄稿。

## 政治信条
2007年5月7日、コリンドは新しく結党された自由同盟（Liberal Alliance）に 10 万デンマーククローネを寄付し、支持することを表明した。激化する低賃金労働諸国との競合や環境課題、デンマークの文化関連に関するデンマークにおける新しい政治議題が確立されることを望んでいる。

2007年11月の議会選挙では、フュン地域で自由同盟から出馬した。コリンドは選挙期間中にデンマーク全土で一律40%の税率にする利点を、そのような税金がフュン地域のみに当てはまるような、考えられないようなことを考えることを例に説明した。党の幹部はこのコリンドの説明のために使った一例を、最終的な提案であると思い違いし、そのような方針は党としてなかったために、混乱が生じた。そのため有権者も混乱した。コリンドは落選するも、その後も引き続き同党をオープンかつ積極的に支援している。

## 主な受賞
コリンドは 1977年から1982年まで、コペンハーゲン大学の経済と計画セオリー学の准教授を務めた。1993年に、国家 IT賞 (IT-prisen) 及び、1996年には the National Management Prizeを受賞。 同年、コリンドはマンオブザイヤー賞、そして、1998年にはソーシャル起業家オブザイヤー賞 (Årets Ildsjæl)を受賞。
1999年のデンマーク国立技能協議会の発足に繋がる、全国技能協議会 (Det nationale kompetenceråd or Kompetencerådet) を、1998年に共同設立。社会問題担当大臣のカレン・ジェスパーソンと共に、社会的結束のための全国ネットワークを 1996年に、また、社会結束のためのコペンハーゲンセンターを1998年に設立。2000年には、コリンドは子供と文化のための全国協議会を共同設立。2007年から世界スカウト財団の役員会長、また、2009年からは世界スカウト委員会の会員も務める。
コリンドは国際的最高峰の賞である、世界スカウト機構のブロンズウルフ賞とボーイスカウトアメリカ連盟シルバーワールド賞を受賞。コリンドはバデン-パウエル世界フェローシップの一員である。コリンドはダンネブロ勲章を受章しているほか、科学技術のためのデンマークアカデミーのメンバーでもある。